# Grote Zandwoestijn
De Grote Zandwoestijn (Engels: Great Sandy Desert) is een woestijn in het noordwesten van Australië. De woestijn heeft een oppervlakte van 360.000 vierkante kilometer en is na de Grote Victoriawoestijn de grootste woestijn van Australië.

## Achtergrond
Het gebied waarin de Grote Zandwoestijn zich uitstrekt is zeer dunbevolkt. De woestijn zelf is een vlak gebied tussen de rotsachtige gebieden van de regio's Pilbara en Kimberley. In het zuidoosten grenst de woestijn aan de Gibsonwoestijn en in het oosten aan de Tanamiwoestijn.
De hoeveelheid neerslag is laag in dit gebied. Gebieden rondom de Kimberley hebben maar een gemiddelde van 300 mm per jaar. Net als veel Australische woestijnen is de hoeveelheid neerslag zelfs naar woestijnmaatstaven niet overdreven hoog, maar toch valt in zelfs de droogste gebieden meer dan 250 mm neerslag per jaar. Bijna alle regen die hier valt komt van zware regenbuien. Deze komen op gemiddeld 20 tot 30 dagen per jaar voor.
In de zomer kan de temperatuur overdag oplopen tot 37 - 38 °C. De winters zijn er kort, en ook warm met een gemiddelde temperatuur van 25 tot 30 °C.
Het zuidoostelijke deel van de Grote Zandwoestijn wordt doorkruist door de historische Canning Stock Route.

## Biogeografie
De woestijn is een Interim Biogeographic Regionalisation for Australia (IBRA) regio